# Bernex, Genève

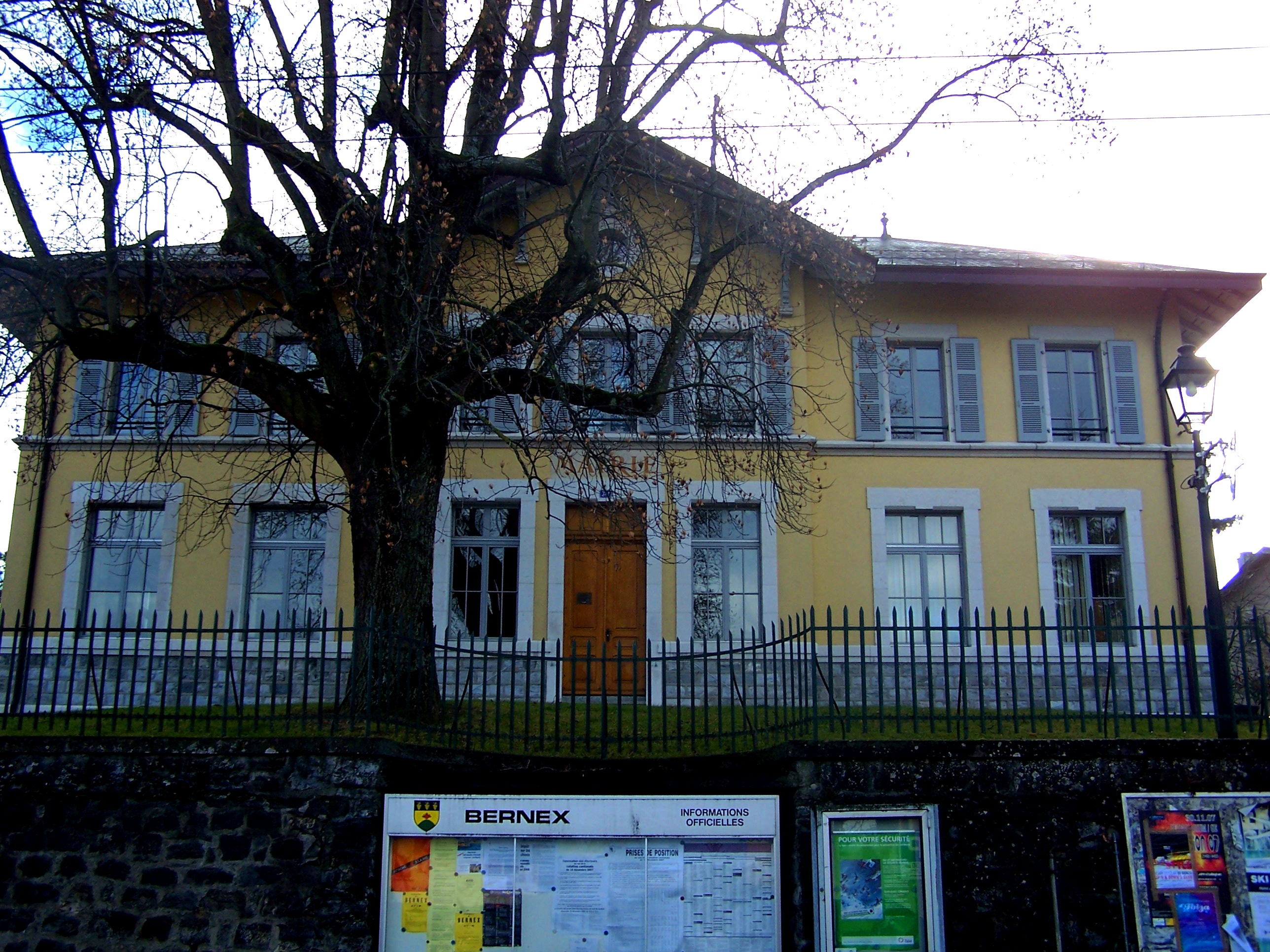
Rådhuset.

Bernex är en ort och kommun i kantonen Genève, Schweiz. Kommunen har 10 864 invånare (2023).